# Иосиф и его братья
«Ио́сиф и его́ бра́тья» — роман-тетралогия Томаса Манна, написанный в 1926—1943 годах и детально пересказывающий библейский рассказ об Иосифе Прекрасном. По воле автора, ветхозаветный сюжет помещён в исторический контекст времён правления XVIII древнеегипетской династии, а история Иосифа в романе развивается в годы правления Аменхотепа III и его сына Аменхотепа IV, известного как Эхнатон. Манн считал роман лучшим своим произведением.
В основу сюжета положены известные библейские истории, описанные в первой книге Ветхого Завета, Книге Бытия. Роман состоит из четырёх частей, созданных в разные годы:
- «Былое Иакова» / «Die Geschichten Jaakobs», 1926—1930 гг.
- «Юный Иосиф» / «Der junge Joseph», 1931—1932 гг.
- «Иосиф в Египте» / «Joseph in Ägypten», 1932—1936 гг.
- «Иосиф-кормилец» / «Joseph der Ernährer», 1940—1943 гг.

## История создания
По воспоминаниям Манна, замысел романа возник в Мюнхене в 1926 году. Перечитав библейский рассказ, он почувствовал желание изложить историю более подробно. Не последнюю роль здесь сыграли и мемуары Гёте, рассказывающие, как, неудовлетворённый краткостью библейского рассказа, он ещё в детстве безуспешно пытался развить эту историю в более пространную повесть, дорисовав детали. Разумеется, были и более глубокие причины, побудившие автора изложить эту захватывающую, но по-репортажному скупую на детали историю в четырёхчастном романе. Они описаны самим Манном в «Докладе: Иосиф и его братья».
Две первые части романа были написаны в Мюнхене. В 1933 году Манн неожиданно для себя был вынужден эмигрировать из Германии. Рукопись осталась в Мюнхене и вернулась к автору благодаря старшей дочери писателя, рискнувшей отправиться в нацистскую Германию и проникнуть в уже конфискованный дом. Прожив некоторое время на юге Франции, Манн в конце концов поселился в Цюрихе, где и закончил работу над третьей частью, являющейся глубоким погружением в обыденную жизнь Древнего Египта, интересовавшего писателя с детства. Четвёртая часть романа была написана в Калифорнии, недалеко от Лос-Анджелеса.

## Сюжет
Роману предшествует пространный пролог, выполняющий роль увертюры к опере. Он даёт представление о предстоящей нам в романе глубине погружения — погружения в прошлое, в вечные вопросы о происхождении мира и человека, во взаимоотношения человеческой души с Богом. Но оборотной стороной бездонности этих вопросов является осознание, что мир Иосифа почти не отличается от нашего собственного.

### «Былое Иакова»

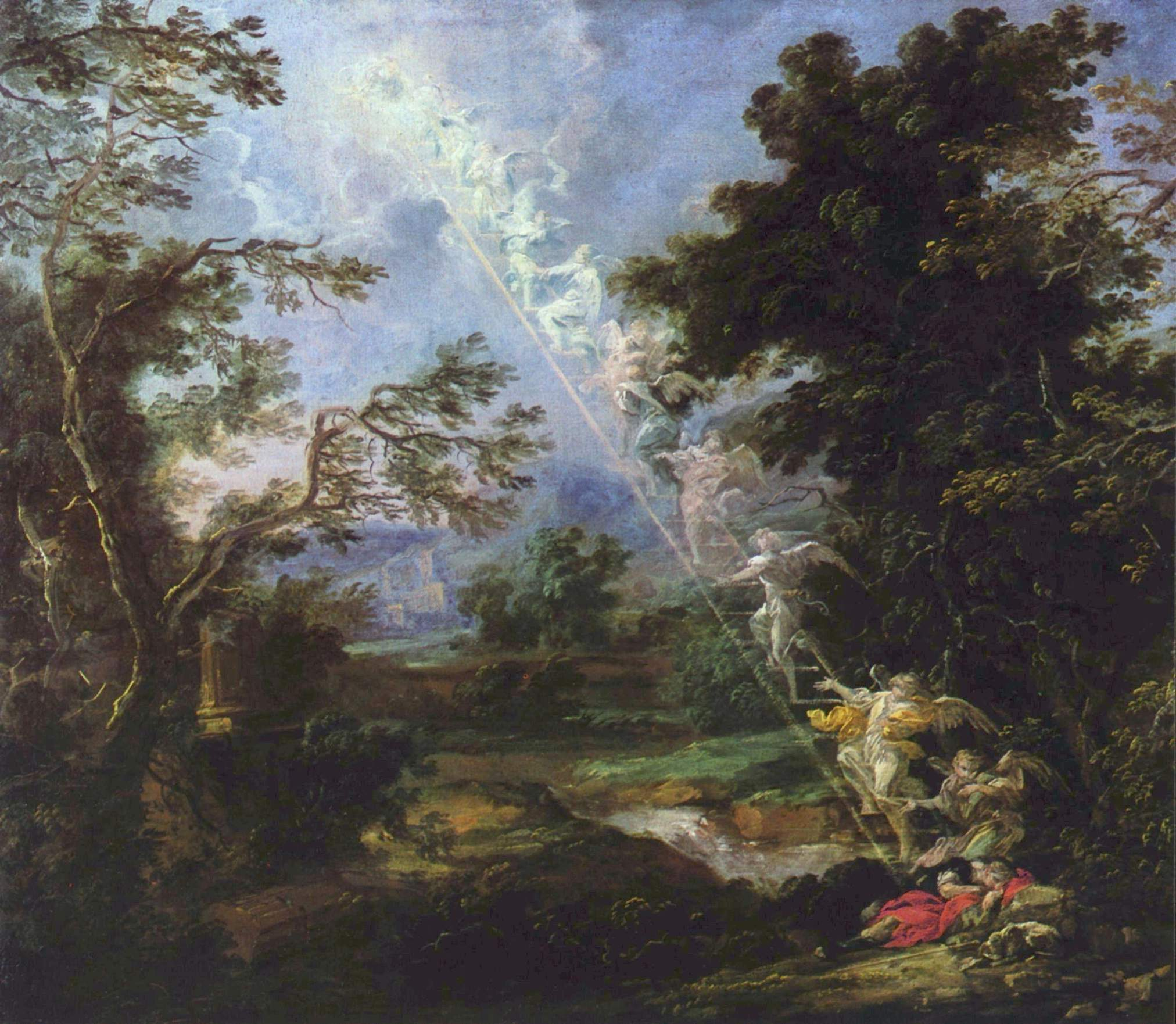
Михаэль Вильманн. Лестница Иакова.

Первая часть тетралогии начинается со сцены у колодца, участниками которой являются Иаков, сын Ицхака, и его одиннадцатый и самый любимый сын Иосиф, достигший семнадцатилетия.
Полная скрытой нежности беседа отца и сына перетекает в подробный пересказ всей предшествующей жизни Иакова (главы 27—36 книги Бытия), затрагивая для ясности изложения и ключевые события жизни его предков — Исаака и его отца, богоискателя Авраама (главы 12—26 книги Бытия).
Здесь описана и история «кражи благословения» Иакова у его брата-близнеца Исава, и бегство от братского гнева в Харран, и знаменитый сон Иакова с ведущей в небо лестницей, последовавший за унизительным разговором с догнавшим Иакова сыном Исава.
Центром первой части романа явилась история любви Иакова к Рахили, младшей дочери его дяди Лавана. Ради женитьбы на ней Иаков согласился на кабальные условия службы у Лавана и снёс ужасное оскорбление, когда после первой брачной ночи обнаружил, что вместо младшей дочери Лаван подсунул зятю старшую, Лию. Вскоре Рахиль всё же стала женой Иакова, но за это Иакову пришлось отслужить у Лавана ещё семь лет.
За эти годы он обзавёлся богатством, одиннадцатью сыновьями — младшим из них был сын Рахили Иосиф — и в конце концов бежал со всей семьёй на родину, потеряв в дороге Рахиль, родившую ему последнего сына Вениамина.

### «Юный Иосиф»

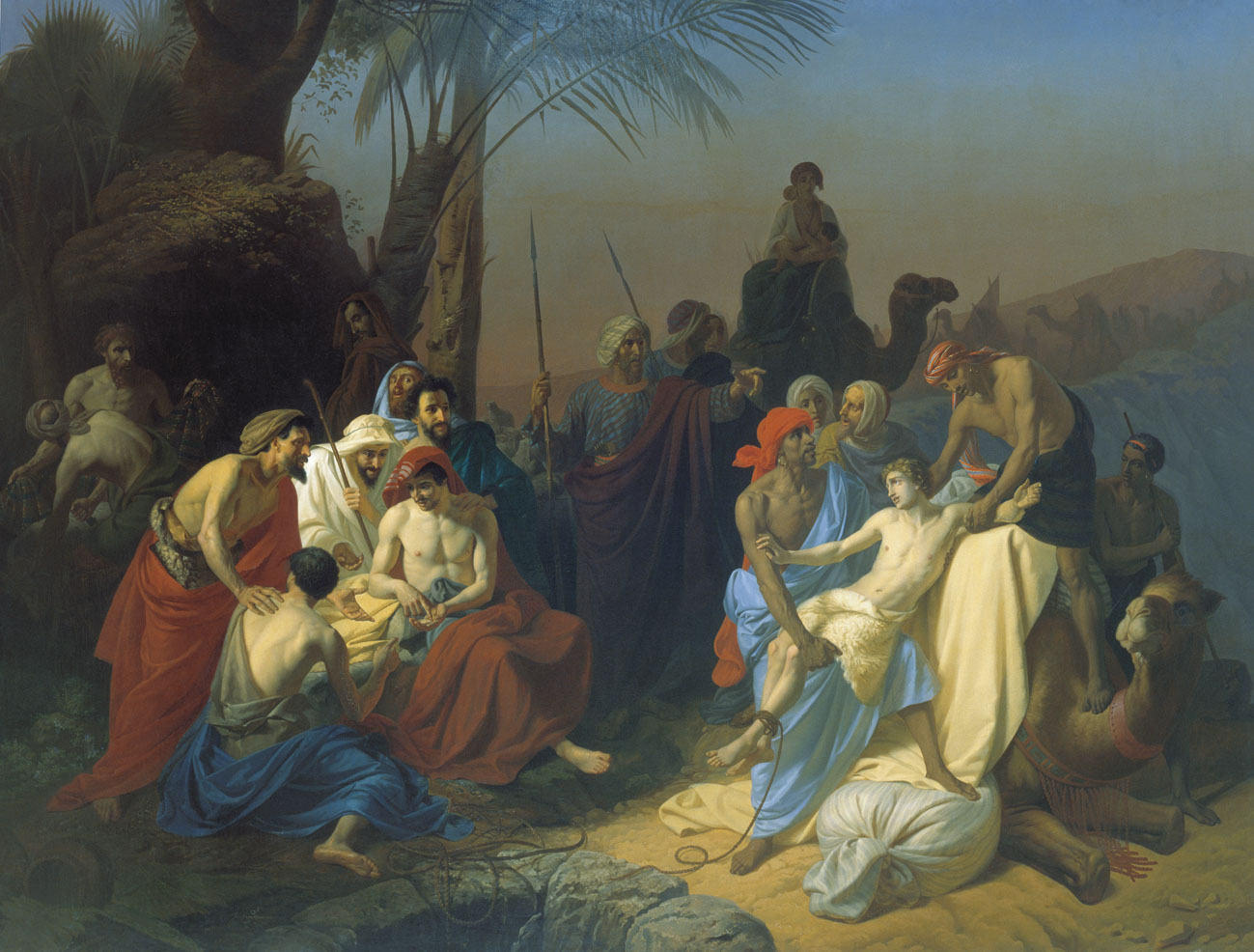
К. Флавицикий. Дети Иакова продают своего брата Иосифа.

Эта часть пересказывает события 37 главы книги Бытия и описывает взаимоотношения Иосифа с братьями: ненависть старших, не в последнюю очередь обусловленную безмерной любовью Иакова к сыну Рахили, и нежную дружбу с младшим. Все эти психологически раскрытые отношения выстраиваются на фоне картин быта скотоводов, обучения Иосифа, религиозных праздников того времени и прочих отсутствующих в Библии деталей, нарисованных эрудицией и воображением Манна. Финальные сцены второй части книги включают избиение Иосифа с последующим трёхдневным пребыванием в пересохшем колодце и продажей странствующим торговцам, доставившим юношу в Египет.

### «Иосиф в Египте»

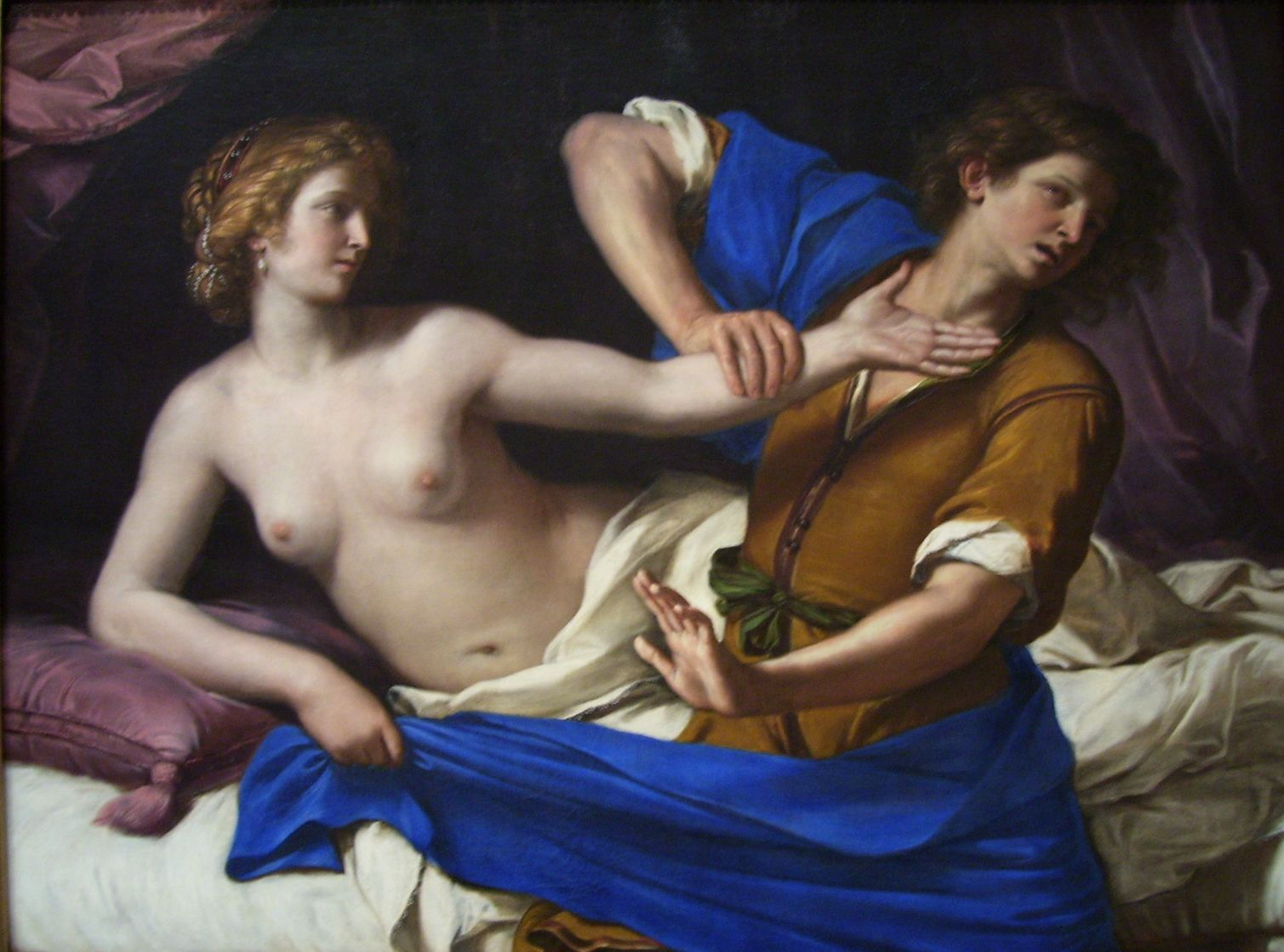
Гверчино. Иосиф и жена Потифара.

Третий роман описывает историю возвышения Иосифа от ничтожного раба до главного правителя в доме своего хозяина Потифара и заканчивается заключением в темницу, вызванным ложным обвинением в изнасиловании жены Потифара, прекрасной Мут-Энем. Эта история кратко изложена в 39 главе книги Бытия, ей посвящены несколько строф 12 суры Корана, а в романе она обрастает множеством деталей египетской жизни, не говоря о полной накала страстей истории любви Мут-Энем к Иосифу Прекрасному. Часть нюансов этой истории Манн позаимствовал из восточных переложений мифа, известного под названием «Юсуф и Зулейха».
В этой части автор не только дал имена некоторым безымянным библейским персонажам, но и ввёл несколько дополнительных действующих лиц. В частности, в романе появляются несуразные родители Потифара, Гуия и Туий, ведущие при безмолвном Иосифе беседу о том, как они изуродовали жизнь сыну, лишив его детородной способности во имя своих религиозных представлений. Пара слуг-карликов служат, по словам самого автора, юмористической иллюстрацией связи половой сферы с изначальным злом и появляются в романе, чтобы объяснить сопротивление Иосифа желаниям его влюблённой госпожи.

### «Иосиф-кормилец»

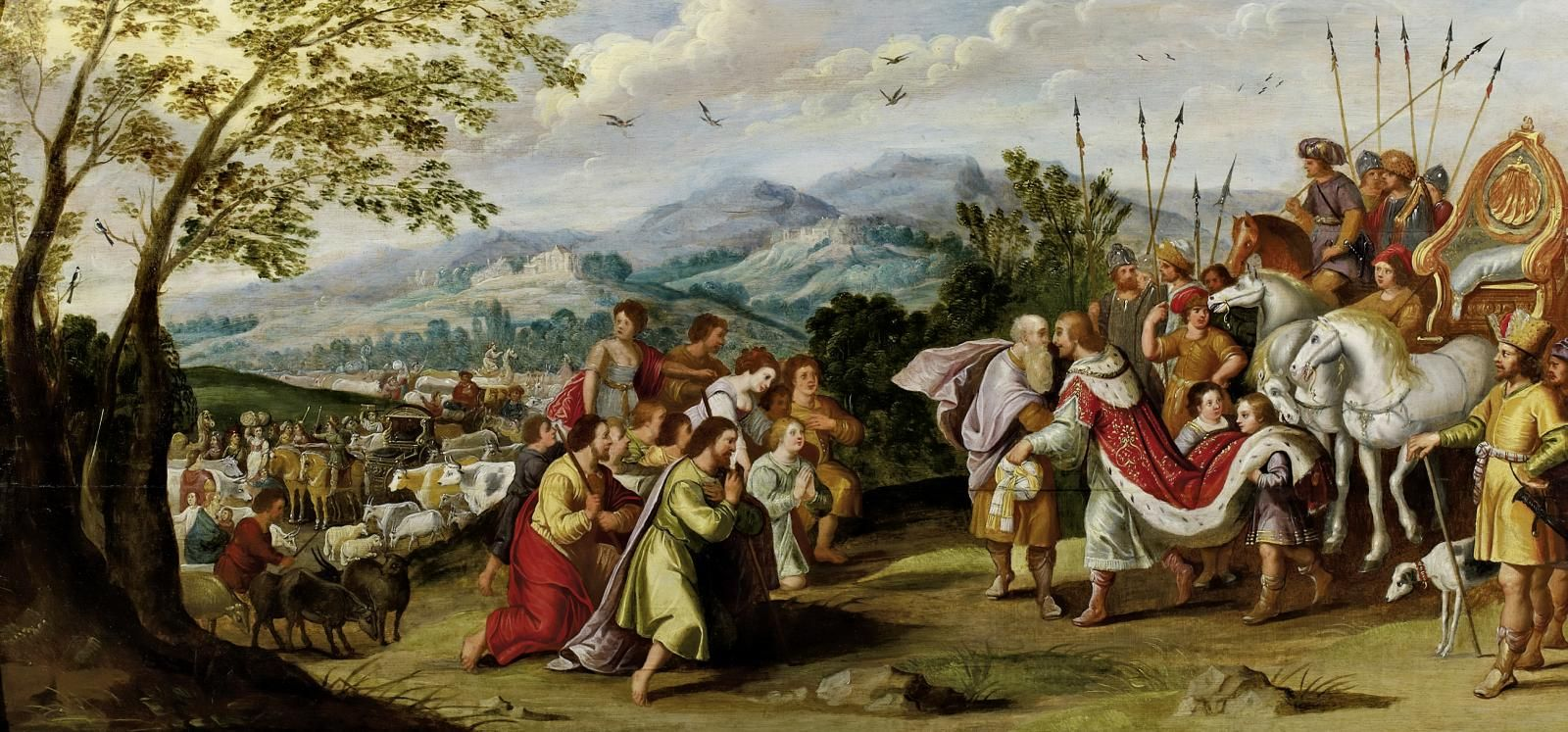
Неизвестный фламандский художник XVII века. Иосиф открывается братьям в Египте

Четвёртый роман, написанный по мотивам 40—50 глав Книги Бытия, начинается с рассказа о жизни Иосифа в темнице, где он сумел завоевать расположение коменданта Маи-Сахме, что сделало жизнь в тюрьме вполне выносимой. Удачное толкование снов двух заключённых, бывших слуг фараона, открыло Иосифу дорогу к молодому фараону, вошедшему в историю под именем Эхнатона. Растолковав фараону сны о грядущих урожайных и голодных годах и предложив способ справиться с грядущим несчастьем, Иосиф молниеносно вознёсся до должности правителя страны. Не последнюю роль в этом внезапном возвышении сыграли и религиозные искания юного фараона, чудесным образом совпавшие поисками Иакова.
Жестокий голод, охвативший весь Ближний Восток в прямом соответствии с вещими снами фараона, привёл, наконец, к встрече Иосифа с продавшими его братьями. В интерпретации Манна, предусмотрительный Иосиф сделал всё, чтобы братья попали к нему «на приём», что позволило ему не только спасти их от голода, но и со временем перевезти в Египет всю семью, включая престарелого отца.
Вновь обращаясь к семье Иакова, Манн делает длинное отступление, рассказывая историю снохи Иуды Фамари, вошедшей в семью уже после исчезновения Иосифа. Эта женщина, упомянутая в Библии вскользь, обретает в романе величественные черты, покоряя страстностью и честолюбием своей натуры. Все устремления этой женщины направлены на то, чтобы стать прародительницей Мессии, о грядущем рождении которого она узнала от Иакова первой.
И ещё долгих семнадцать лет прожил Иаков в «дурацкой земле Египетской», прежде чем пришло время для описанного в Библии последнего благословения, в котором каждому из его сыновей — родоначальников двенадцати колен Израилевых — было предсказано своё. Роман заканчивается описанием по-царски обставленных похорон Иакова и грандиозной процессии, отправившейся в долгий путь к гробнице-пещере, некогда купленной Авраамом в земле Ханаанской. И, там, у этой пещеры происходит заключающий роман последний примирительный диалог между Иосифом и его братьями.

## Переводы
В 1968 году роман был переведён на русский язык С. К. Аптом.
Существуют издания 1991 и 2008 года.